# Dillkreis
Der Dillkreis war ein Landkreis im Westen Hessens. Er bestand bis auf eine kurzzeitige Unterbrechung in den 1930er-Jahren von 1867 bis 1976. Seine Kreisstadt war Dillenburg.

## Geographie
Der Dillkreis grenzte Ende 1976, im Nordwesten beginnend im Uhrzeigersinn, an den Kreis Siegen-Wittgenstein in Nordrhein-Westfalen, an die hessischen Landkreise Marburg-Biedenkopf, Wetzlar und Limburg-Weilburg sowie an den Westerwaldkreis in Rheinland-Pfalz. Das ehemalige Kreisgebiet gehört heute zum Lahn-Dill-Kreis.

## Geschichte
Das nördliche Kreisgebiet des heutigen Lahn-Dill-Kreises gehörte seit dem Mittelalter zum Fürstentum Nassau bzw. Nassau-Oranien, das ab 1815 Herzogtum Nassau hieß. Dieses bildete die beiden Ämter Herborn und Dillenburg. Nach der Annexion des Herzogtums Nassau durch Preußen wurden am 22. Februar 1867 beide Ämter zum Dillkreis vereinigt. Er gehörte zum Regierungsbezirk Wiesbaden. Kreissitz wurde die Stadt Dillenburg.
Am 1. Oktober 1932 wurde der Dillkreis mit dem Hauptteil des Kreises Biedenkopf zu einem neuen Landkreis Dillenburg zusammengeschlossen. Nach Protesten der Bevölkerung beider Kreise wurden diese am 1. Oktober 1933 wiederhergestellt. Der Dillkreis wurde dabei in seiner ursprünglichen Form wiederhergestellt. Am 1. April 1937 wurden Bergebersbach und Straßebersbach zur Gemeinde Ewersbach zusammengeschlossen und 1941 wurde Haiern nach Beilstein eingemeindet. Der Dillkreis umfasste seitdem 70 Gemeinden, darunter die drei Städte Dillenburg, Haiger und Herborn.
Nach dem Zweiten Weltkrieg kam der Dillkreis zum Land Hessen und gehörte ab 1968 nach der Auflösung des Regierungsbezirks Wiesbaden zum Regierungsbezirk Darmstadt. Die hessische Gebietsreform begann im Dillkreis mit den ersten Gemeindefusionen im Jahre 1970. In den Jahren 1972 und 1974 wurde der Dillkreis zweimal vergrößert:
- Am 1. April 1972 wurde die Gemeinde Bellersdorf des Landkreises Wetzlar nach Mittenaar im Dillkreis eingemeindet.
- Am 1. Juli 1974 wurden die Gemeinden Roth und Simmersbach aus dem aufgelösten Landkreis Biedenkopf nach Eschenburg im Dillkreis eingemeindet.

Die Fläche des Landkreises vergrößerte sich hierdurch von ursprünglich 514,4 km² auf 530,7 km². Die Zahl der Gemeinden des Landkreises verringerte sich bis Ende 1976 auf 42.
Am 1. Januar 1977 wurde der Dillkreis mit den Teilen der Landkreise Wetzlar und Gießen, die nicht an die neue Stadt Lahn fielen, zum neuen Lahn-Dill-Kreis vereinigt. Sitz der Kreisverwaltung wurde die Stadt Lahn, die durch Vereinigung der kreisfreien Stadt Gießen mit der Stadt Wetzlar und 14 umliegenden Gemeinden entstand. Gleichzeitig fanden zum 1. Januar 1977 noch weitere Zusammenschlüsse von Gemeinden statt. Aus dem Dillkreis traten damit letztendlich elf Gemeinden in den neuen Lahn-Dill-Kreis ein.
Wegen heftiger Proteste, im Wesentlichen seitens der Wetzlarer Bevölkerung, wurde die Gebietsreform teilweise wieder rückgängig gemacht. Mit Wirkung vom 1. August 1979 wurde die Stadt Lahn wieder aufgelöst, und die wiedererrichtete Stadt Wetzlar wurde Kreisstadt des Lahn-Dill-Kreises, der durch die Wiederherstellung des Landkreises Gießen (Kreisstadt Gießen) entsprechend verkleinert wurde. Seither umfasst der Lahn-Dill-Kreis 23 Städte und Gemeinden.

## Einwohnerentwicklung

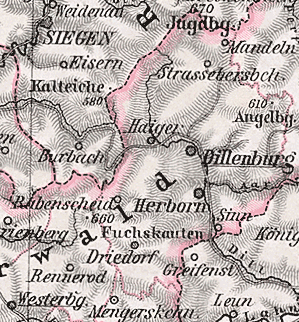
Dillkreis 1905

| Jahr | Einwohner | Quelle |
| ---- | --------- | ------ |
| 1871 | 035.074   | [ 5 ]  |
| 1890 | 040.085   | [ 6 ]  |
| 1900 | 044.075   | [ 6 ]  |
| 1910 | 051.380   | [ 6 ]  |
| 1925 | 057.803   | [ 6 ]  |
| 1933 | 062.501   | [ 6 ]  |
| 1939 | 063.705   | [ 6 ]  |
| 1950 | 087.918   | [ 6 ]  |
| 1960 | 091.200   | [ 6 ]  |
| 1970 | 102.400   | [ 2 ]  |
| 1976 | 104.200   | [ 3 ]  |

## Landräte
- 1867–1886 Julius von Oven
- 1886–1898 Paul Fromme
- 1898–1902 Rudolf Heinrich von Beckerath
- 1902–1911 Waldemar von Wussow
- 1911–1916 Henry Paul von Zitzewitz
- 1916–1920 Walter von Sybel
- 1920–1923 Johannes Bartmann
- 1923–1926 Karl Klamroth
- 1926–1933 Otto Bünger
- 1934–1938 Hermann Heerdt
- 1938–1945 Paul Ringshausen
- 1945–1946 Kurt-Werner Basarke
- 1946–1954 Kurt Knodt (SPD)
- 1954–1976 Karl Rehrmann (CDU)

## Gemeinden
Die folgende Tabelle enthält alle Gemeinden, die dem Dillkreis angehörten, sowie die Daten aller Eingemeindungen.
| Gemeinde          | eingemeindet nach | Datum der Eingemeindung |
| ----------------- | ----------------- | ----------------------- |
| Allendorf         | Haiger            | 1. Januar 1977          |
| Amdorf            | Burg              | 1. Dezember 1970        |
| Arborn            | Greifenstein      | 1. Januar 1977          |
| Ballersbach       | Mittenaar         | 31. Dezember 1971       |
| Beilstein         | Greifenstein      | 1. Januar 1977          |
| Bellersdorf       | Mittenaar         | 1. April 1972           |
| Bergebersbach     | Ewersbach         | 1. April 1937           |
| Bicken            | Mittenaar         | 31. Dezember 1971       |
| Breitscheid       |                   |                         |
| Burg              | Herborn           | 1. Januar 1977          |
| Dietzhölztal 1    |                   |                         |
| Dillbrecht        | Haiger            | 1. Oktober 1971         |
| Dillenburg, Stadt |                   |                         |
| Donsbach          | Dillenburg        | 1. Januar 1977          |
| Driedorf          |                   |                         |
| Eibach            | Dillenburg        | 1. Oktober 1971         |
| Eibelshausen      | Eschenburg        | 1. Oktober 1971         |
| Eiershausen       | Eschenburg        | 1. Oktober 1971         |
| Eisemroth         | Siegbach          | 31. Dezember 1971       |
| Erdbach           | Breitscheid       | 1. Januar 1977          |
| Eschenburg 2      |                   |                         |
| Ewersbach 3       | Dietzhölztal      | 1. Februar 1971         |
| Fellerdilln       | Haiger            | 1. Januar 1977          |
| Flammersbach      | Haiger            | 1. Januar 1970          |
| Fleisbach         | Sinn              | 1. Januar 1977          |
| Frohnhausen       | Dillenburg        | 1. Januar 1977          |
| Guntersdorf       | Herborn           | 1. Oktober 1971         |
| Gusternhain       | Breitscheid       | 1. Januar 1977          |
| Haiern            | Beilstein         | 1941                    |
| Haiger, Stadt     |                   |                         |
| Haigerseelbach    | Haiger            | 1. Januar 1977          |
| Heiligenborn      | Driedorf          | 1. Oktober 1971         |
| Heisterberg       | Driedorf          | 1. Oktober 1971         |
| Herborn, Stadt    |                   |                         |
| Herbornseelbach   | Herborn           | 1. Januar 1977          |
| Hirschberg        | Herborn           | 1. Januar 1977          |
| Hirzenhain        | Eschenburg        | 1. Juli 1974            |
| Hohenroth         | Driedorf          | 1. Oktober 1971         |
| Hörbach           | Herborn           | 1. Januar 1977          |
| Langenaubach      | Haiger            | 1. Januar 1977          |
| Mademühlen        | Driedorf          | 1. Januar 1977          |
| Mandeln           | Dietzhölztal      | 1. April 1972           |
| Manderbach        | Dillenburg        | 31. Dezember 1971       |
| Medenbach         | Breitscheid       | 1. Januar 1977          |
| Merkenbach        | Herborn           | 1. Januar 1977          |
| Mittenaar 4       |                   |                         |
| Münchhausen       | Driedorf          | 1. Juli 1972            |
| Nanzenbach        | Dillenburg        | 1. April 1972           |
| Nenderoth         | Greifenstein      | 1. Januar 1977          |
| Niederroßbach     | Roßbachtal        | 1. Oktober 1971         |
| Niederscheld      | Dillenburg        | 1. Januar 1977          |
| Oberndorf         | Eisemroth         | 1. Dezember 1970        |
| Oberroßbach       | Roßbachtal        | 1. Oktober 1971         |
| Oberscheld        | Dillenburg        | 1. Januar 1977          |
| Odersberg         | Greifenstein      | 1. Januar 1977          |
| Offdilln          | Haiger            | 1. Januar 1977          |
| Offenbach         | Mittenaar         | 31. Dezember 1971       |
| Rabenscheid       | Breitscheid       | 31. Dezember 1971       |
| Rittershausen     | Dietzhölztal      | 1. Januar 1977          |
| Rodenbach         | Haiger            | 1. Februar 1971         |
| Rodenberg         | Beilstein         | 1. Juli 1972            |
| Rodenroth         | Beilstein         | 31. Dezember 1971       |
| Roßbachtal 2      | Haiger            | 1. Januar 1977          |
| Roth              | Driedorf          | 1. Januar 1977          |
| Schönbach         | Herborn           | 1. Januar 1977          |
| Sechshelden       | Haiger            | 1. Januar 1977          |
| Seilhofen         | Driedorf          | 1. Januar 1977          |
| Siegbach 4        |                   |                         |
| Sinn              |                   |                         |
| Steinbach         | Haiger            | 1. Januar 1977          |
| Steinbrücken      | Dietzhölztal      | 1. Februar 1971         |
| Straßebersbach    | Ewersbach         | 1. April 1937           |
| Tringenstein      | Siegbach          | 31. Dezember 1971       |
| Übernthal         | Siegbach          | 31. Dezember 1971       |
| Uckersdorf        | Burg              | 1. Dezember 1970        |
| Waldaubach        | Driedorf          | 1. Januar 1977          |
| Wallenfels        | Siegbach          | 31. Dezember 1971       |
| Weidelbach        | Haiger            | 1. Januar 1977          |
| Wissenbach        | Eschenburg        | 1. Oktober 1971         |

## Wappen
| Wappen des Dillkreises | Blasonierung: „Geviert: oben vorn in blauem, mit goldenen Schindeln bestreutem Feld ein rot bewehrter goldener Löwe, hinten in Gold ein blaues Jagdhorn mit rotem Band.“ |
| Wappen des Dillkreises | Wappenbegründung: Das Wappen wurde am 21. April 1938 verliehen und zeigt eine Kombination aus dem Wappen von Nassau (Löwe) und Oranien (Horn).                           |

## Kfz-Kennzeichen
Am 1. Juli 1956 wurde dem Landkreis bei der Einführung der bis heute gültigen Kfz-Kennzeichen das Unterscheidungszeichen DIL zugewiesen. Es wurde bis zum 31. Dezember 1976 ausgegeben. Seit dem 2. Mai 2014 ist es aufgrund der Kennzeichenliberalisierung im Lahn-Dill-Kreis erhältlich.